# Edward Shanks
Edward Richard Buxton Shanks (n. 11 iunie 1892, Londra, Regatul Unit al Marii Britanii și Irlandei – d. 4 mai 1953) a fost un scriitor englez, cunoscut ca poet de război al Primului Război Mondial, apoi ca jurnalist, critic literar, biograf și profesor universitar. A scris, de asemenea, lucrări științifico-fantastice.

## Biografie
S-a născut la Londra și a urmat studii la Merchant Taylors' School din Northwood și la Trinity College din Cambridge. A obținut o llicență în istorie în 1913. A fost redactor al revistei literare Granta în perioada 1912-1913. A servit ca locotenent secund în Armata Britanică din Franța la începutul Primului Război Mondial, făcând parte din Regimentul 8 South Lancashire. În 1915 a fost clasificat ca invalid și a efectuat activități administrative până la sfârșitul războiului.
Mai târziu a fost referent literar al revistei London Mercury (1919-1922) și pentru scurt timp a fost lector de poetică la Universitatea din Liverpool (1926). El a fost redactor principal al ziarului Evening Standard din 1928 până în 1935.
The People of the Ruins (1920) este un roman științifico-fantastic în care un om, care a fost pus într-o stare de anabioză în 1924, se trezește după 150 de ani într-o Mare Britanie devastată de război, în care urmele civilizației au dispărut, iar populația trăiește în ruinele fostelor orașe. The People of the Ruins are un subtext anticomunist (Marea Britanie a anului 1924 era un stat în plină anarhie, guvernat de revoluționarii marxiști).

## Premii și onoruri
El a fost primul laureat al premiului Hawthornden în 1919.

## Lucrări
- Songs (1915), poeme
- Hilaire Belloc, the man and his work (1916), împreună cu C. Creighton Mandell
- Poems (1916)
- The Queen of China and Other Poems (1919), poeme
- The Old Indispensables (1919), roman
- The People of the Ruins (1920), roman Text la Project Gutenberg Australia
- The Island of Youth and Other Poems (1921), poeme
- The Richest Man (1923), roman
- First Essays on Literature (1923), critică literară
- Fête Galante (1923), libret de operă
- Bernard Shaw (1924), critică literară
- The Shadowgraph and Other Poems (1925)
- Collected Poems (1900–1925) (1926)
- The Beggar's Ride (1926), piesă de teatru
- Second Essays on Literature (1927), critică literară (W.Collins Sons & Co. Ltd., Londra)
- Queer Street (1933)
- The Enchanted Village (1933) (A sequel „Queer Street”, however, this one more uncommon)
- Poems 1912–1932 (1933)
- Tom Tiddler's Ground (1934)
- Old King Cole (1936), roman
- Edgar Allan Poe (1937)
- My England (1939)
- Rudyard Kipling – A Study in Literature and Political Ideas (1940)
- Poems 1939–1952 (1953)

## Legături externe
- Lucrări de Edward Shanks la Proiectul Gutenberg
- Opere de sau despre Edward Shanks la Internet Archive